# Noëlle Bizi Bazouma
Noëlle Bizi Bazouma (n. 1959) este o pictoriță și scriitoare congoleză.